# Lex Cornelia Baebia de ambitu
La lex Cornelia Baebia de ambitu fue la primera de una de las muchas leyes promulgadas durante la República romana para combatir el ambitus (soborno o corrupción) en el proceso electoral. Fue introducida en 181 a. C. por los cónsules Publio Cornelio Cetego y Marco Bebio Tánfilo.
Aunque se desconoce exactamente el contenido de la ley, se refería al delito penal de utilizar el soborno o favores para obtener el voto con el fin de ocupar cargos públicos, como se desprende de un fragmento de un escrito de Catón.
Wolfgang Kunkel ve la compra de votos mediante regalos a partir del final de la guerra de Aníbal, como consecuencia de la acumulación de poder y riqueza en manos de aspirantes a ser elegidos y, por otro lado, de la aparición de un proletariado urbano aficionado a los sobornos. Dado que Livio transmitió el tema del soborno electoral con otra ley ambitus del siglo II a. C. (lex Cornelia Fulvia de ambitu del 159 a. C.), supone que pudieron redactarse otras leyes penales, en la medida en que existe una laguna en la tradición.
Sin embargo, Kunkel considera que una lex Cornelia [de ambitu] con este contenido normativo, que menciona la Scholia Bobiensia sobre el discurso ciceroniano Pro P. Sulla, es una ley silana. Se dice que estipulaba un castigo que preveía la inhabilitación del candidato a un cargo por un período de diez años. Sin embargo, los juicios por soborno electoral -presididos por el pretor- no sólo se habían celebrado desde Sila, como demuestra el juicio a Mario del año 116 a. C., descrito por Plutarco y Valerio Máximo.